# Ceramica Panaria-Navigare/Saison 2005
Mannschaft und Erfolge des Team Ceramica Panaria-Navigare in der Saison 2005.

## Erfolge
| Datum         | Rennen                              | Sieger                    |
| ------------- | ----------------------------------- | ------------------------- |
| 28. März      | Giro della Reggio-Calabria          | Guillermo Ruben Bongiorno |
| 17. April     | Giro d’Oro                          | Luca Mazzanti             |
| 19.–22. April | Giro del Trentino                   | Julio Perez Cuapio        |
| 30. April     | GP Industria & Artigianato          | Luca Mazzanti             |
| 7. Mai        | Prolog Giro d’Italia (EZF)          | Brett Lancaster           |
| 11. Mai       | 4. Etappe Giro d’Italia             | Luca Mazzanti             |
| 22.–24. Juli  | Gesamtwertung Brixia Tour           | Emanuele Sella            |
| 9. August     | GP Fred Mengoni                     | Luca Mazzanti             |
| 17. September | Giro Colline del Chianti Val d’Elsa | Guillermo Ruben Bongiorno |
| 22. Oktober   | Firenze–Pistoia                     | Sergiy Matveyev           |

## Mannschaft
| Name                        | Geburtstag        | Nationalität |
| --------------------------- | ----------------- | ------------ |
| Moises Aldape Chavez        | 14. August 1981   | Mexiko       |
| Mirko Allegrini             | 19. Oktober 1981  | Italien      |
| Fortunato Baliani           | 6. Juli 1974      | Italien      |
| Guillermo Rubén Bongiorno   | 29. Juli 1978     | Argentinien  |
| Alejandro Alberto Borrajo   | 24. April 1980    | Argentinien  |
| Graeme Brown                | 9. April 1979     | Australien   |
| Aitor Galdós                | 9. November 1979  | Spanien      |
| Fredy González              | 18. Juni 1975     | Kolumbien    |
| Paride Grillo               | 23. März 1982     | Italien      |
| Brett Lancaster             | 15. November 1979 | Australien   |
| Luis Felipe Laverde Jimenez | 6. Juli 1979      | Kolumbien    |
| Sergiy Matveyev             | 29. Januar 1975   | Ukraine      |
| Luca Mazzanti               | 4. Februar 1974   | Italien      |
| Julio Alberto Perez Cuapio  | 30. Juli 1977     | Mexiko       |
| Domenico Pozzovivo          | 30. November 1982 | Italien      |
| Emanuele Sella              | 9. Januar 1981    | Italien      |
| Paolo Tiralongo             | 8. Juli 1977      | Italien      |